# Lebialem
Departament Lebialem – departament w Regionie Południowo-Zachodnim w Kamerunie ze stolicą w Menji. Na powierzchni 617 km² żyje około 144,6 tys. mieszkańców.